# Epidiplosis tuberoforcipata
Epidiplosis tuberoforcipata är en tvåvingeart som beskrevs av Li 2006. Epidiplosis tuberoforcipata ingår i släktet Epidiplosis och familjen gallmyggor. Inga underarter finns listade i Catalogue of Life.